# Surinam na Mistrzostwach Świata w Lekkoatletyce 2009
Surinam na Mistrzostwach Świata w Lekkoatletyce 2009 – reprezentacja Surinamu podczas czempionatu w Berlinie liczyła 2 zawodników.

## Występy reprezentantów Surinamu

### Mężczyźni
- Bieg na 100 m
  - Jurgen Themen z czasem 11,24 zajął 75. miejsce w eliminacjach i nie awansował do kolejnej rundy

### Kobiety
- Bieg na 200 m
  - Sunayna Wahi czasem 24,74 ustanowiła swój rekord życiowy i zajmując 40. miejsce w eliminacjach nie awansowała do kolejnej rundy